# مونيكا بويغ
مونيكا بويغ (بالإنجليزية: Mónica Puig) مواليد 27 سبتمبر 1993 في بورتوريكو، سان خوان، هي لاعبة كرة مضرب بورتوريكية بدأت مسيرتها كمحترفة سنة 2010 وتحتل حالياً المرتبة 47 (8 فبراير 2016) في تصنيف رابطة محترفات كرة المضرب.

## الخط الزمني للفردي
مفتاح
| ف | ن | ن.ن | ر.ن | د# | د.م | ل | أ.أ | ت | غ | ب | ف | ذ | م.خ | ل.ت |

(ف) فاز بالبطولة (ن) وصل النهائي (ن.ن) نصف النهائي (ر.ن) ربع النهائي (د#) الأدوار الأربعة الأولى (د.م) دور المجموعات (ل) شارك في كأس ديفيز (أ.أ) خرج من الأدوار الاولى (ت) خسر التصفيات التأهيلية (غ) غاب عن الحدث أو البطولة (ب) حصل على ميدالية برونزية (ف) حصل على ميدالية فضية (ذ) حصل على ميدالية ذهبية (م.خ) بطولة الماسترز خُفضت إلى مرتبة أقل (ل.ت) البطولة لم تعقد في السنة المعينة.
لتجنب الارتباك وازدواجية الحساب، يتم تحديث هذه المعلومات إما في نهاية البطولة، أو عندما تكون مشاركة اللاعب في البطولة قد انتهت.
| دورات الجراند سلام            |     |     |     |     |      |
| بطولة أستراليا المفتوحة للتنس | ت   | ت   | د2  | د2  | 1–1  |
| دورة رولان غاروس الدولية      | ت   | د3  | د1  | د1  | 2–3  |
| بطولة ويمبلدون                | غ   | د4  | د1  | د1  | 3–3  |
| أمريكا المفتوحة               | ت   | د1  | د2  | د1  | 1-3  |
| فوز-خسارة                     | 0–0 | 5–3 | 2–4 | 1–4 | 8–11 |

## روابط خارجية
- مونيكا بويغ على موقع رابطة محترفات التنس (الإنجليزية)
- مونيكا بويغ على موقع الاتحاد الدولي لكرة المضرب (الإنجليزية)
- مونيكا بويغ على موقع كأس بيلي جين كينغ (الإنجليزية)
- مونيكا بويغ على موقع خلاصة التنس.كوم (الإنجليزية)
- مونيكا بويغ على موقع أوليمبيديا (الإنجليزية)